# Harams kommun
Harams kommun (norska: Haram kommune) är en kommun i Møre og Romsdal fylke i västra Norge. Kommunens centralort är tätorten Brattvåg.

## Administrativ historik
Harams kommun grundades på 1830-talet, samtidigt med flertalet andra norska kommuner. 1890 delades kommunen och Vigra kommun bildades. 
1965 slogs kommunen samman med Vatne kommun och en mindre del av Borgunds kommun. Samtidigt överfördes en mindre del av Haram till Sandøy kommun.
Den 1 januari 2020 slogs Haram, Sandøy, Skodje och Ørskogs kommuner samman med Ålesunds kommun.
Den 1 januari 2024 blev Haram åter igen en egen kommun.

## Tätorter
I Harams kommun finns fyra tätorter:
- Austnes
- Brattvåg (centralort)
- Søvik
- Vatne

Orten Longva har tidigare räknats som en tätort men uppfyller inte längre kriterierna.

## Socknar
Inom Norska kyrkan är Harams kommun indelad i fem socknar:
- Brattvågs socken
- Fjørtofts socken
- Hamnsunds socken
- Harams socken
- Vatne socken

Socknarna ingår i Nordre Sunnmøre prosteri i Møre stift.

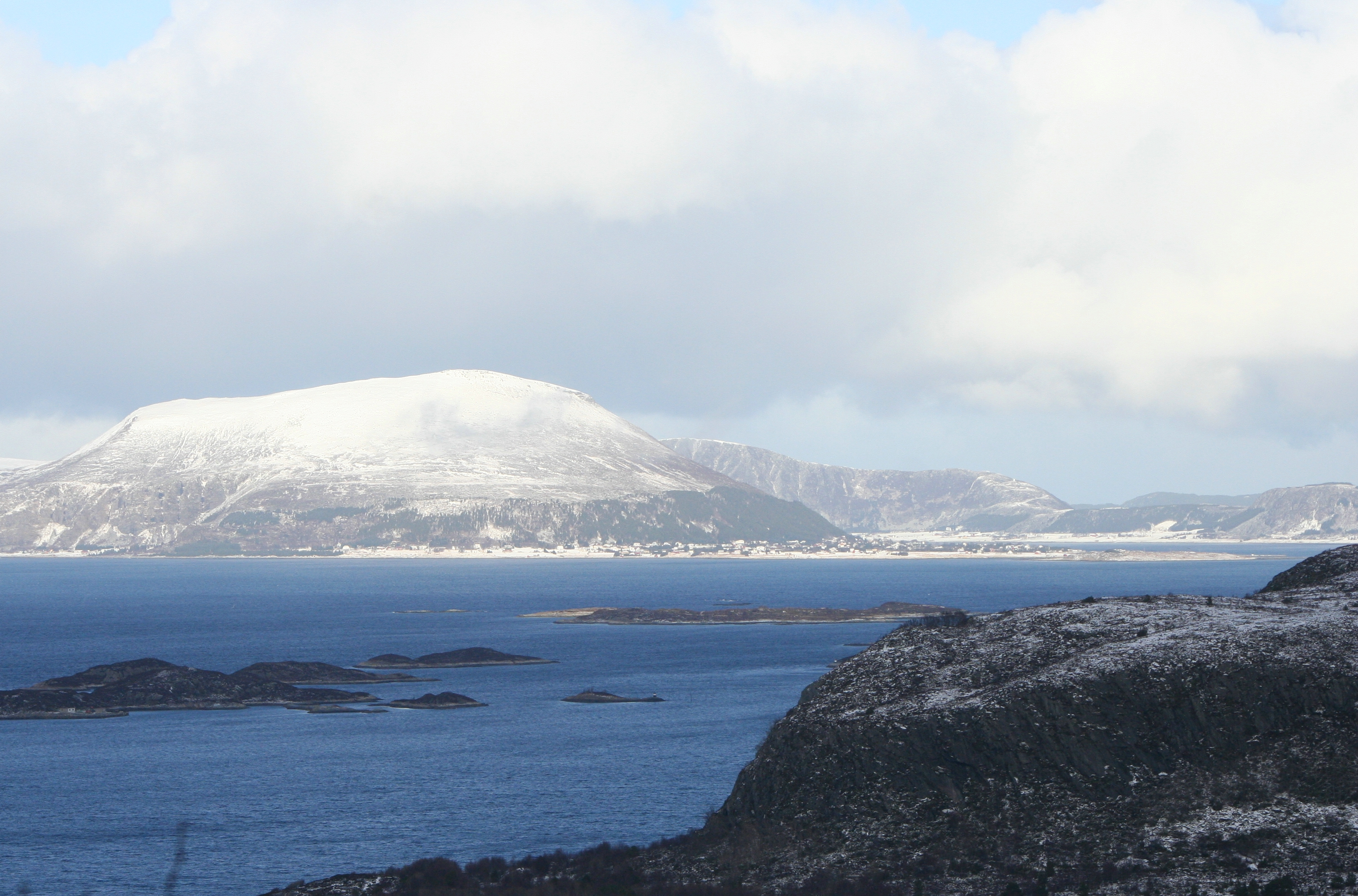
Lepsøy.